# Fischerkirche (Rust)

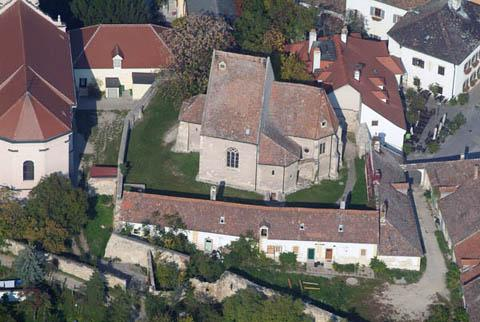
Südseitige Ansicht der Fischerkirche

Grundriss der Fischerkirche

Die Fischerkirche in der Statutarstadt Rust im Burgenland ist eine ehemalige römisch-katholische Wehrkirche und war den Heiligen Pankratius und Ägidius geweiht. Das ehemalige Gotteshaus dient heute fast ausschließlich musealen und kulturellen Zwecken. Es befindet sich auf einer leichten Anhöhe im südwestlichen Teil der Altstadt. Das Bauwerk ist von einem Kirchenhof, der früher ein Friedhof war, und einer Wehrmauer umgeben.

## Name
Die Bezeichnung Fischerkirche kam erst Mitte des 20. Jahrhunderts auf und lässt sich auf eine Sage zurückführen.
In den 1950er Jahren wurden bei Restaurierungsarbeiten im Pankratiuschor und in der Marienkapelle Fresken aus dem Ende des 13. und Anfang des 16. Jahrhunderts freigelegt.

## Geschichte

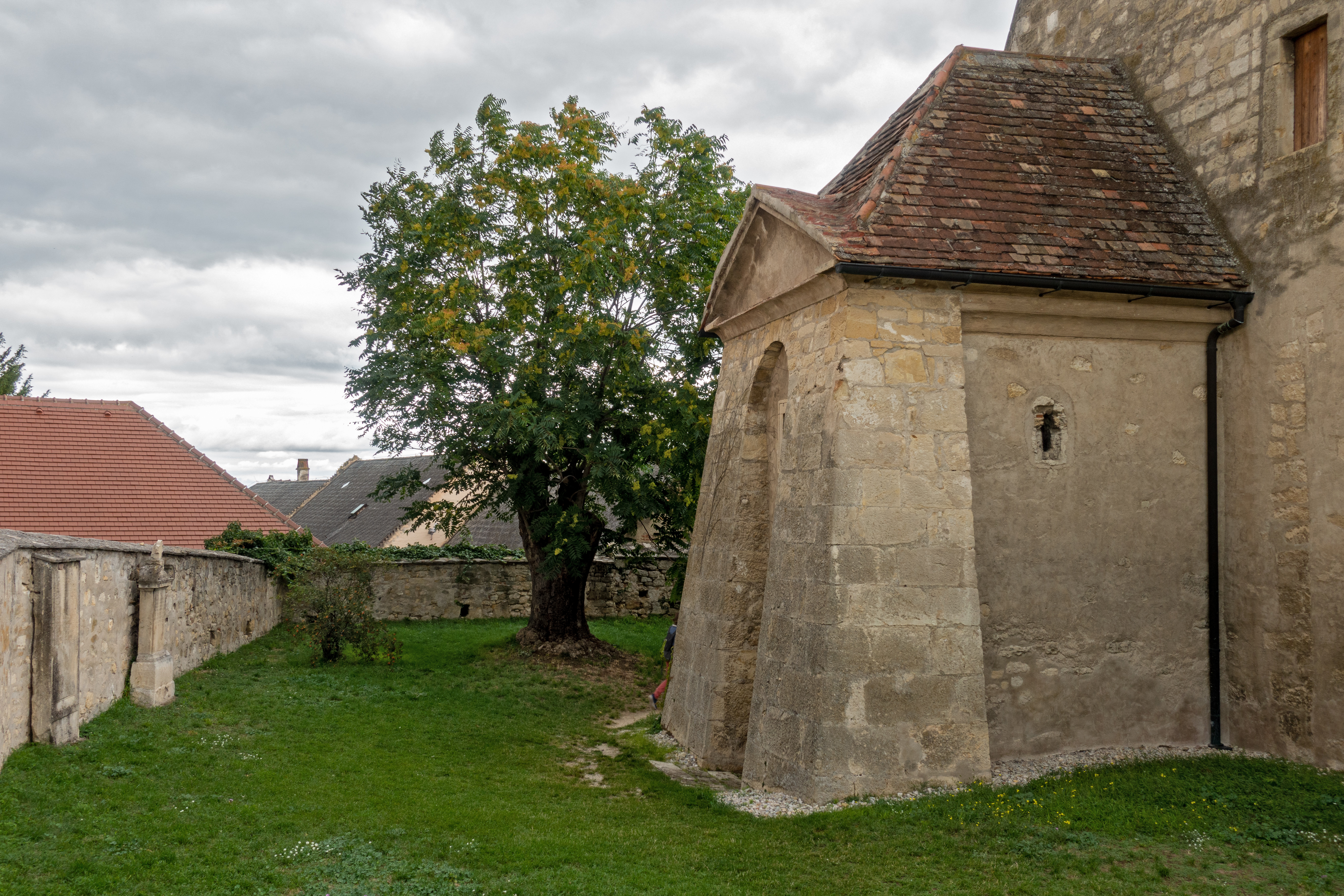
Fischerkirche mit Stumpf des gotischen Kirchturmes

Auf den Resten eines römischen Wachturmes entstand im 12. Jahrhundert eine romanische Kleinkirche im Ausmaß von sechs mal elf Metern. Der nördliche Teil der Westmauer, der Westteil der Nordmauer und die Fundamente einer Apsis sind die Reste, die von diesem ursprünglichen Kirchenbau noch vorhanden sind. In der zweiten Hälfte des 13. Jahrhunderts wurde südlich der romanischen Apsis die Marienkapelle mit Gruft als eigenständiger Teil angebaut, gestiftet von der Königin Maria von Ungarn. Um 1400 erfolgte eine Erweiterung der Kirche in östliche Richtung, indem die romanische Apsis abgetragen und ein gotischer Chor mit Kreuzrippengewölbe angebaut wurde. Um 1515 wurde die Südmauer der ursprünglichen Kirche abgetragen und unter Einbeziehung der Marienkapelle der Kirchenbau erweitert. 1563 wurde nordseitig eine Sakristei angebaut und 1570 ein Orgelempore eingezogen.

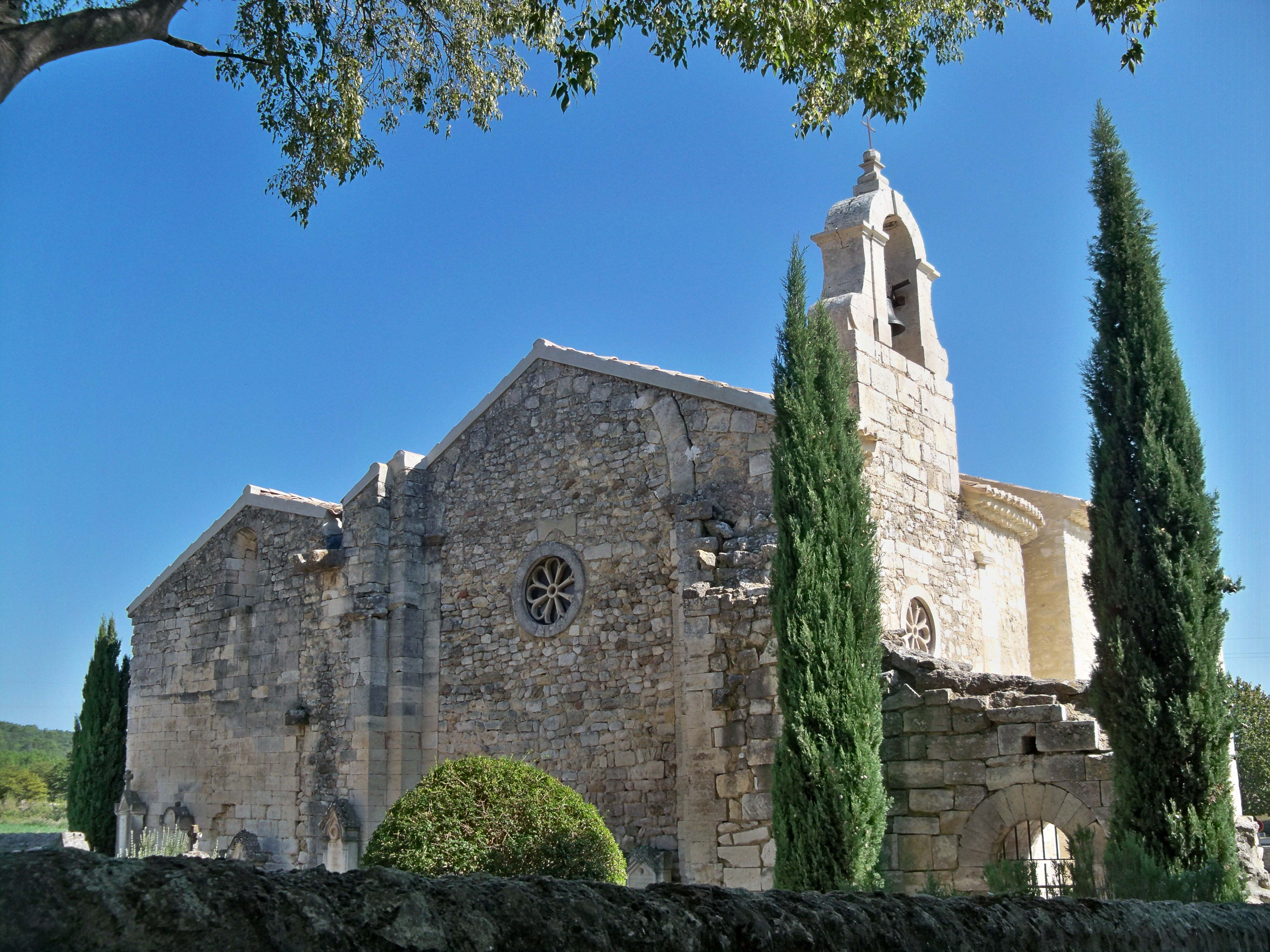
Solérieux

Die Besonderheit eines zweischiffigen Kirchenraums, der aber keinen Pfeiler aufweist, weil die beiden (Teil-)Schiffe des Kirchenschiffs nur aus je einem Joch bestehen, hat die Fischerkirche mit der Templerkirche St-Raphaël in Solérieux im französischen Département Drôme gemein.
Der gotische Kirchturm wurde bei der Ersten Türkenbelagerung 1529 zerstört, 1575 wieder aufgebaut und 1719 umgebaut; 1879 stürzte er ein und wurde nicht wieder aufgebaut.

## Ausstattung

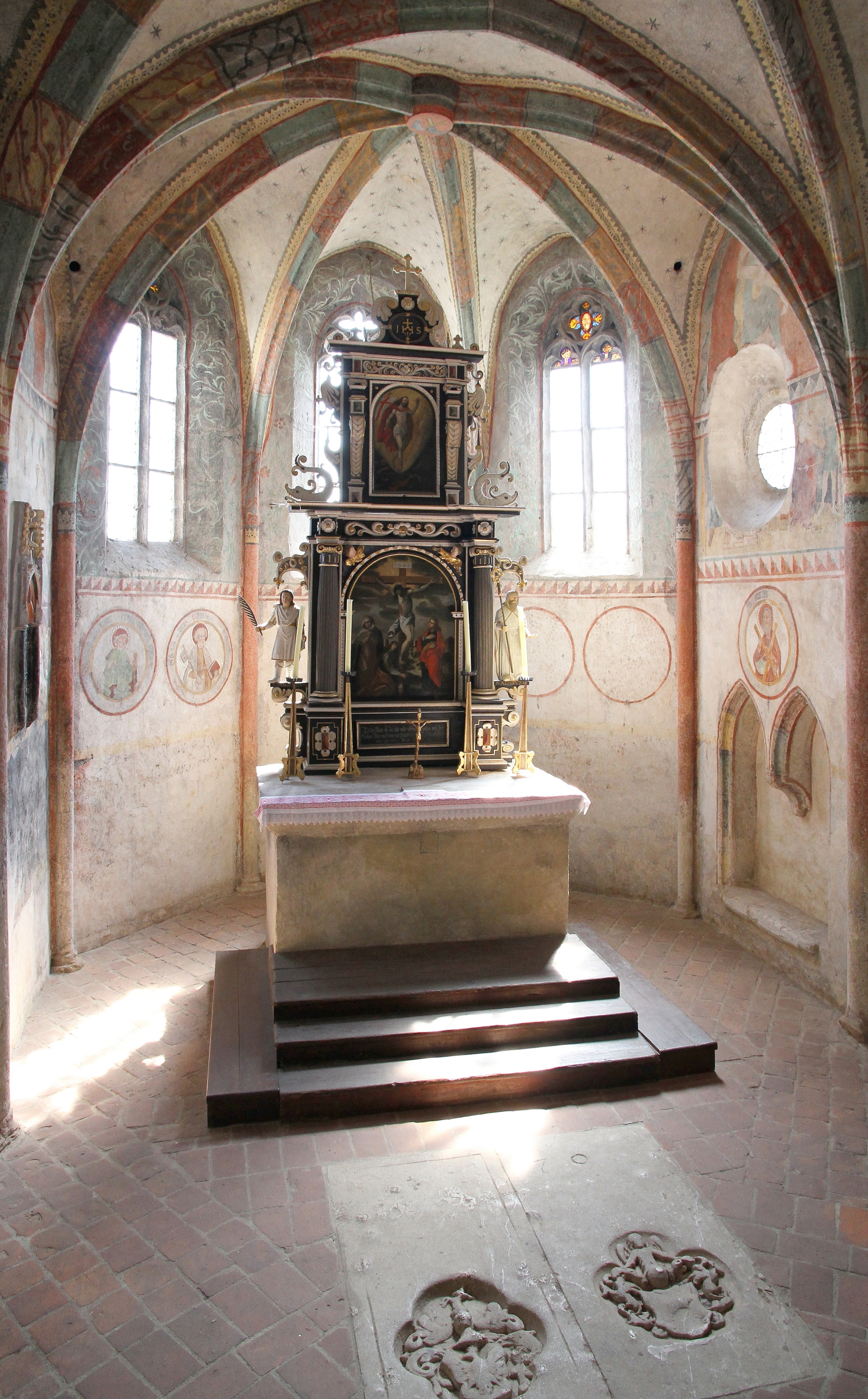
Der Hochaltar mit den um 1950 freigelegten Fresken.

Der Hochaltar im Pankratiuschor ist eine frühbarocke zweigeschoßige Rahmenarchitektur mit seitlich angesetzten Ranken und mit „1642“ bezeichnet. Das Altarbild zeigt die Kreuzigung mit Maria, Magdalena und Johannes und das Aufsatzbild die Auferstehung Christi. Die beiden Seitenfiguren stellen die Heiligen Pankratius und Ägidius dar.
Der Dreiheiligenaltar, ein Seitenaltar im Pankratiuschor, ist ein spätgotischer Figurenschrein.
In der Marienkapelle befindet sich auf der Altarmensa eine steinerne Pieta, die 1962 dorthin versetzt wurde und aus dem Anfang des 15. Jahrhunderts stammt, weiters eine gotische Marienfigur in polychromer Ausführung aus der Mitte des 15. Jahrhunderts auf einer toskanischen Säule.

## Orgel

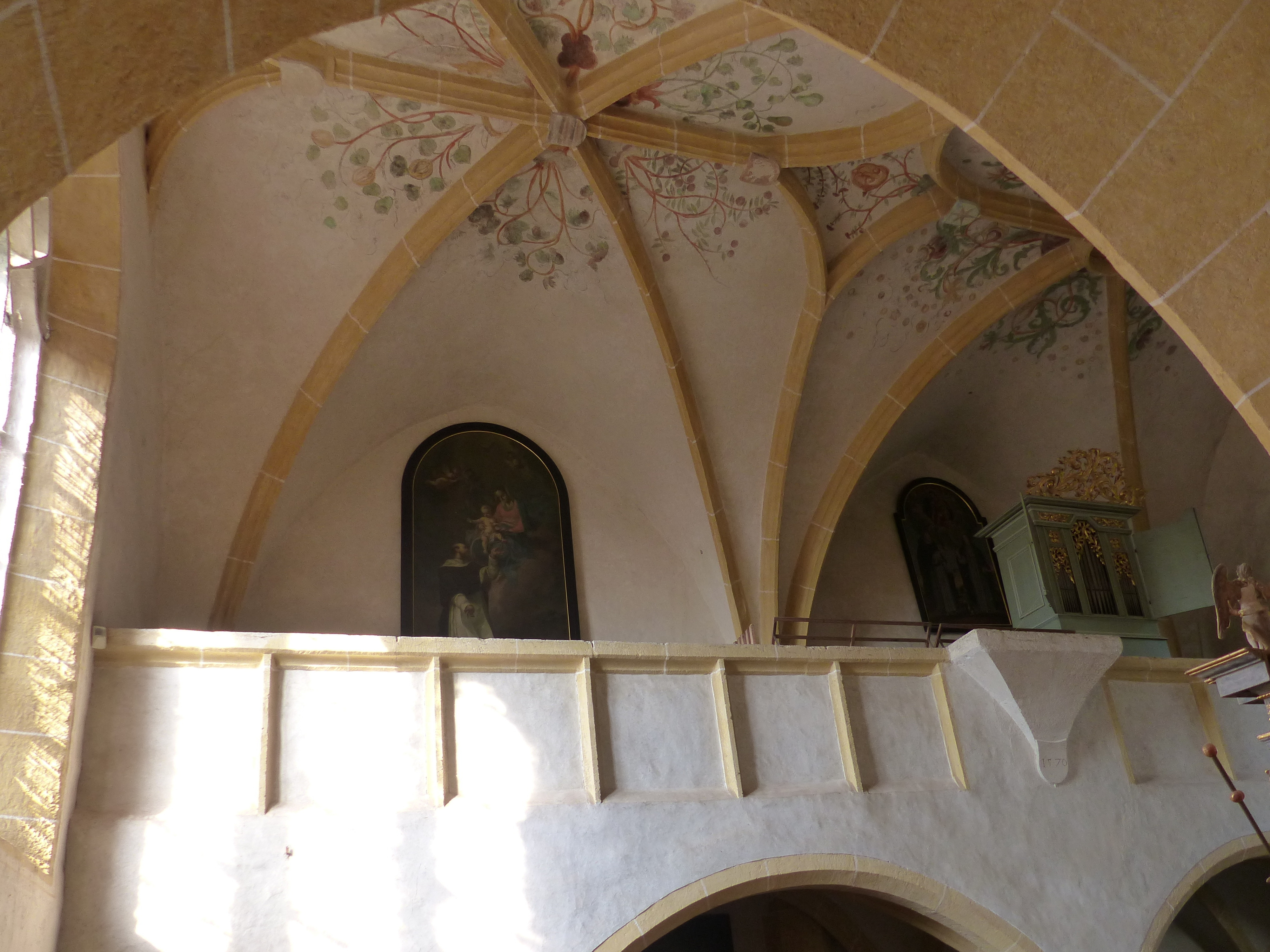
Empore mit historischer Orgel

Die Orgel aus dem Jahr 1705 wurde von einem unbekannten Erbauer geschaffen und ist die älteste bespielbare Orgel des Burgenlands. Sie hat fünf Register und verfügt über eine rein mechanische Schleiflade. Die Disposition, welche nicht am Instrument bezeichnet ist, lautet:
| Manual C–d3 |       |      |
| 1.          | Flöte | 8′   |
| 2.          | Oktav | 4′   |
| 3.          | Flöte | 4′   |
| 4.          | Quint | 2 ⁄3 |
| 5.          | Oktav | 2′   |